# 一二九街站
一二九街站，位于辽宁省大连市西岗区，是大连地铁2号线的一个车站，于2015年5月22日随二号线一期开通运营而启用。

## 位置
一二九街站位于西岗区中山路与高尔基路交汇口下方，一二九街西侧。

## 结构
一二九街站为岛式站台地下站。一二九街站长175.7米。
| B1 | 站厅层                                     | 站厅、自动售票机                        |
| B2 | 轨道                                       | ← █ 2号线列车往人民广场（大连北站方向） |
| B2 | 岛式站台，列车运行方向左侧的车门将会被打开 |                                         |
| B2 | 轨道                                       | █ 2号线列车往青泥洼桥（海之韵方向）→    |

## 出入口
一二九街站共设有3个出入口，A出入口位于中山路南侧，高尔基路西侧；B出入口位于一二九街西侧，中山路南侧；C出入口位于中山路北侧。无障碍电梯设置于A出入口。
| 出口编号 | 出口指示 | 建议前往的目的地                                               |
| -------- | -------- | -------------------------------------------------------------- |
| 出口 · A |          | 中山路、人民广场、大连市民健身中心、市场街、大连市规划展示中心 |
| 出口 · B |          | 高尔基路、一二九街、大连理工大学石油化工学院、大连市儿童医院   |
| 出口 · C |          | 中山路、大连市审计局、汇点大厦、兴昌都市首府、乐业街           |

## 公交换乘
- - 15、16、19、22、23、43、303、405、406、531、532、533、701、702、708、710、901路公交车。（一二九街站）
- - 11、24、406、505、506、515、517、529、701、707、1022路公交车。（唐山街站）
- - 15、16、19、303、405、409、532、533、702、708、710路公交车。（一二九街站）